# Feste galanti
Feste galanti (Fêtes Galantes) è una raccolta di poesie di Paul Verlaine edita per la prima volta nel 1869 in 360 esemplari, da Lemerre e, come per i Poèmes saturniens, sempre a spese del poeta. Grazie alla musica del suo amico Claude Debussy questa raccolta venne ad avere molta risonanza, come per l'L'après-midi d'un faune di Stéphane Mallarmé. Insieme con La Bonne Chanson e Romances sans paroles rimane, rispetto a tutte le altre numerose produzioni, un'opera abbastanza organica.

## Poetica delle Fêtes
Verlaine sembra riproporre Arlecchini, Colombine, Pierrot, quasi fossero riesumati dall'immaginario pittorico settecentesco di un Watteau o di un Boucher; su uno sfondo artificiale in cartapesta si muovono personaggi in maschera, occasionali, coi loro monologhi, inascoltati, in uno scenario tra sogno e realtà, e così « Cantano tutti in modo minore /
l'amore vincente e la vita opportuna » ma sembra che abbiano tutta « l'aria di non credere alla loro felicità ».
Il dramma viene evidenziato dal contrasto che esiste immutabile ed eterno tra l'apparente frivolezza dei personaggi e il ruolo loro imposto che si trovano a monologare. I loro gesti sembrano estranei ed ogni maschera forma un quadretto a parte.

## Fêtes Galantes

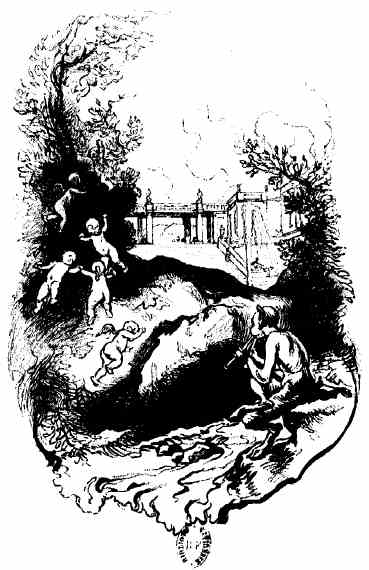
Fetes Galantes, incisione.

## Galleria d'immagini

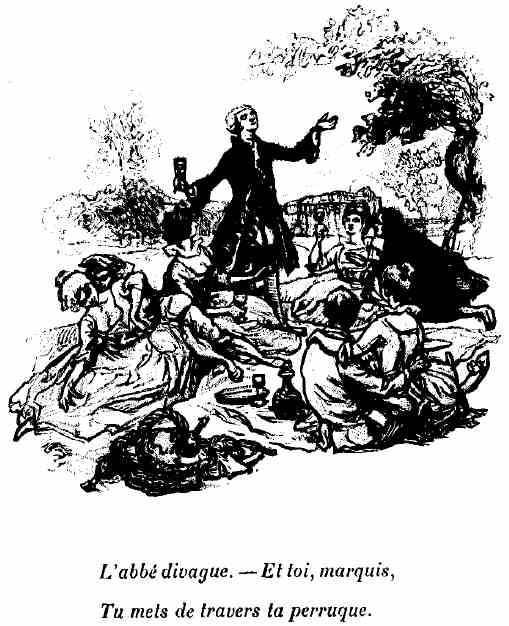
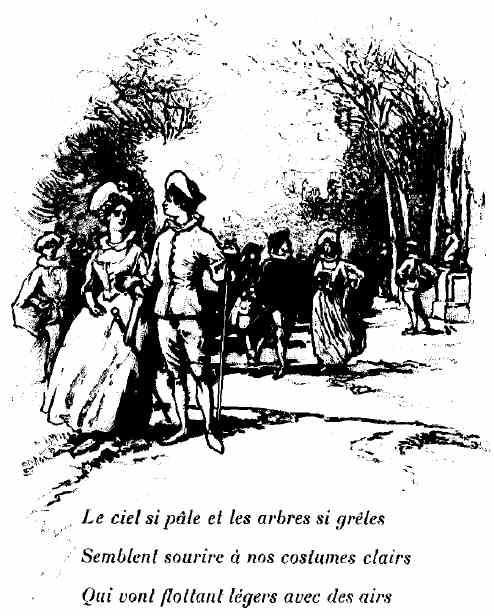
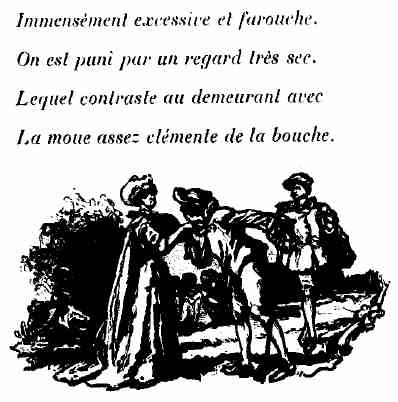

## Esegesi critica
Renato Minore. 
Mario Pasi. 

## (FR)Fêtes Galantes
- Clair de lune
- Pantomine
- Sur l’herbe
- L’Allée
- À la promenade
- Dans la grotte
- Les Ingénus
- Cortège
- Les Coquillages
- En patinant
- Fantoches
- Cythère
- En bateau
- Le Faune
- Mandoline
- À Clymène
- Lettre
- Les Indolents
- Colombine
- L’Amour par terre
- En sourdine
- Colloque sentimental

## Fonti
- Verlaine, Poesie, cura e traduzione di Renato Minore, Newton Compton, 1989.
- Verlaine, Poesie, introduzione di Giacinto Spagnoletti, Newton Compton, Roma, sesta ed. 1982.